# شن‌یانگ

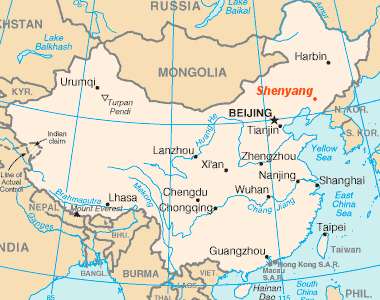
جایگاه شِن‌یانگ در نقشهٔ چین

شِن‌یانگ (به چینی: 沈阳 به انگلیسی: Shenyang) نام قدیم موکدن، یکی از شهرهای کشور چین است. جمعیت آن در سال ۲۰۰۸ میلادی برابر ۳٬۵۲۶٬۵۴۶ نفر تخمین زده شده است. جمعیت آن با حومه بیش از ۷ میلیون نفر است. این شهر بزرگ، یکی از شهرهای صنعتی چین است. کارخانجات خودروسازی و نظامی بزرگی در این شهر وجود دارد. شِن‌یانگ در شمال‌شرقی کشور چین و در منطقه‌ای سردسیر نزدیک به کشورهای کرهٔ شمالی و روسیه قرار گرفته است. این شهر، مرکز استان لیائونینگ است. همچنین این شهر به مدت کوتاهی از سال ۱۶۲۵ تا ۱۶۴۴ پایتخت دودمان جین پسین (سپس دودمان چینگ) بود که کاخ موکدن در این دوران ساخته شد.

## ورزش (فوتبال)
فوتبال این شهر نیز در سوپر لیگ فوتبال چین از اعتبار خوبی برخوردار است.
در جام باشگاه‌های آسیا ۹۰–۱۹۸۹ توانست تیم لیائونینگ این شهر، به عنوان اولین تیم چینی قهرمان آسیا شود.

### رقابت با تیم‌های ایرانی
در ۲۹ ژوئیه ۱۹۹۱ در فینال جام باشگاه‌های آسیا ۹۱–۱۹۹۰ تیم لیائونینگ (شنیانگ)، برابر تیم استقلال ایران صف آرایی کرد؛ که علیرغم گلزنی ژو هوی این تیم با گل‌های رضا حسن‌زاده و صمد مرفاوی در نهایت ۲–۱ مغلوب این تیم ایرانی شد و با از دست دادن جام قهرمانی فوتبال آسیا، آن را به استقلال ایران واگذار کرد.